# Mychonia albitumida
Mychonia albitumida là một loài bướm đêm trong họ Geometridae.